# Johnny Mnemonic
Johnny Mnemonic (br Johnny Mnemonic, o Cyborg do Futuro; prt: Johnny Mnemonic: O Fugitivo Do Futuro) é um filme americano de 1995, do gênero ficção científica e com arte visual ao estilo cyberpunk, realizado por Robert Longo.
Baseado na obra de William Gibson, intitulada de "Johnny Mnemonic".

## Sinopse
Durante o ano de 2021, a população está ligada através da Internet.
Metade da população é afetada pela NAS, um tipo de SIDA do século XXI, que consiste em ter uma alergia fatal às ondas eletromagnéticas.
No entanto, um mensageiro cibernético, Johnny Mnemonic (Keanu Reeves) é contratado para transportar 320 GB que contêm a cura para este mal, num chip implantado no seu cérebro.
Mas, o seu cérebro fica saturado e um grupo planeia impedi-lo de levar esta informação.
Deste modo, Johnny tem apenas um dia para salvar a si e ao mundo.

## Elenco
- Keanu Reeves como Johnny Mnemonic
- Dina Meyer como Jane
- Ice-T como J-Bone
- Takeshi Kitano como Takahashi
- Denis Akiyama  como Shinji
- Dolph Lundgren como Karl Honig
- Henry Rollins como Spider
- Barbara Sukowa como Anna Kalmann
- Udo Kier como Ralfi
- Tracy Tweed como Pretty
- Falconer Abraham como Yomamma
- Don Francks como Hooky
- Diego Chambers como Henson
- Sherry Miller como secretária de Takahashi
- Arthur Eng como Viet